# Fjerritslevkredsen
Fjerritslevkredsen var en opstillingskreds i Nordjyllands Amtskreds fra 1971 til 2006.
Fra 2007 overføres den tidligere Løkken-Vrå Kommune til Hjørringkredsen, mens Fjerritslev Kommune, Brovst Kommune og Pandrup Kommune bliver en del af Brønderslevkredsen. Begge disse kredse ligger i Nordjyllands Storkreds.
Den 8. februar 2005 var der 27.302 stemmeberettigede vælgere i kredsen.
Kredsen rummer flg. kommuner og valgsteder::
1. Brovst Kommune
  1. Arentsminde
  2. Brovst
  3. Halvrimmen
  4. Skovsgård
  5. Tranum
2. Fjerritslev Kommune
  1. Fjerritslev
  2. Thorup
  3. Trekroner
  4. Ørebro
3. Løkken-Vrå Kommune
  1. Hundelev
  2. Løkken
  3. Vrå
4. Pandrup Kommune
  1. Hune
  2. Ingstrup
  3. Kaas
  4. Pandrup
  5. Saltum
  6. V. Hjermitslev